# Gospel magic
Gospel Magic ou Ilusionismo Cristão é o uso de truques e ilusionismo, usados para promover mensagens cristãs. A Gospel Magic não tem a pretensão de invocar espíritos ou poderes paranormais.
Destina-se a apresentar ao cristão as boas novas, através de "parábolas visuais", truques ou ilusionismo. É usada para apresentar os pontos teológicos de uma forma divertida, com a intenção de que as pessoas não se esqueçam.
A Gospel Magic é gerada centralmente como uma magia de palco ou plataforma de magia, mas pode ser adaptada para close-up magic ou micromagic situações. É incomum para um ilusionista crsitão usar o mentalismo.
A palavra “ilusão” pode trazer à mente o conceito negativo de enganar, iludir. No dicionário, o significado indica que ilusão é uma interpretação errônea dos sentidos ou da mente ou ainda um efeito artístico que dá impressão de realidade. É baseado exatamente nessa definição que os ilusionistas trabalham para falar do amor de Deus.
O ilusionista Alexandre Biuzo esclarece que quando mostra uma folha de jornal inteira e passa a rasgá-la, cada pedaço rasgado é associado a algum tipo de problema ou dificuldade que cada pessoa tem (desemprego, enfermidades, familiares envolvidos com drogas, adultério, etc.). “Depois de o jornal estar totalmente em pedaços, amasso-o entre as mãos, exemplificando muitas vidas destruídas e que aos olhos humanos não têm mais solução. Só que onde o homem coloca um ponto final, Deus coloca uma vírgula. Após citar alguns versículos, abro o jornal e este está novamente inteiro, exemplificando a restauração.”
Além de Alexandre Biuzo temos outros ilusionistas cristãos, como: David and Teesha Laflin, Tom Coverly, Brett A. Myers,  Bryan Drake,  Thomas Rudebeck, entre outros.